# Koriya (huyện)
Huyện Koriya là một huyện thuộc bang Chhattisgarh, Ấn Độ. Thủ phủ huyện Koriya đóng ở Koriya. Huyện Koriya có diện tích 6578 ki lô mét vuông. Đến thời điểm năm 2001, huyện Koriya có dân số 585455 người.